# Julia O'Faolain
Œuvres principales
No Country for Young Men (1980), The Obedient Wife (1982), The Judas Cloth (1992), Man in the Cellar (1974), Daughters of Passion (1982)
Julia O'Faolain, née le 6 juin 1932 à Londres et décédée le 27 octobre 2020 à Londres, est une romancière et nouvelliste irlandaise.

## Biographie
Julia O'Faolain est la fille des écrivains irlandais Seán Ó Faoláin et Eileen Gould. Elle est née à Londres, où son père est professeur au Strawberry Hill College. La famille retourne en Irlande dès 1933. Elle suit des études à l'University College Dublin, à l'Université Sapienza de Rome et à l'Université Paris-Sorbonne. Elle se positionne comme écrivaine, professeure de langues, éditrice et traductrice. Elle partage sa vie entre la Grande-Bretagne, la France, l'Italie et les États-Unis,.
Julia O'Faolain se marie avec l'historien américain, Lauro Martines, spécialiste de la Renaissance italienne. Ils sont les parents d'un fils, nommé Lucien.

## Carrière littéraire
Les intrigues de ses romans et nouvelles de Julia O'Faolain se déroulent principalement entre l’Irlande et la scène internationale. Elle évoque régulièrement la place de l’Église catholique en Irlande, et en particulier de son pouvoir sur la société. La romancière écrit sur le rôle des femmes dans la société, sur le pouvoir, la foi et la sexualité, ainsi que sur les dilemmes irlandais liés à l'identité féminine.
En 2013, Julia O'Faolain publie ses mémoires dans Trespassers, qui évoquent les sommités littéraires du cercle de ses parents, telles qu'Elizabeth Bowen, Frank O'Connor, Brendan Behan et Patrick Kavanagh.
Parmi ses romans figurent Women in the Wall, No Country for Young Men sélectionné pour le Booker Prize en 1980, The Obedient Wife (1982), The Irish Signorina et The Judas Cloth (1992). Ses recueils de nouvelles comprennent Man in the Cellar (1974), Melancholy Baby (1978) et Daughters of Passion (1982). Ses œuvres ont également été publiées dans de nombreuses anthologies.
Sous le nom Julia Martines, elle publie de nombreuses traductions d’essais de personnages historiques italiens, dont Two Memoirs of Renaissance Florence: The Diaries of Buonaccorso Pitti and Gregorio Dati de Gene Brucker et A Man of Parts de Piero Chiara. Elle est la co-éditrice avec Lauro Martines de l'ouvrage Not in God's Image : Women in History from the Greeks to the Victorians en 1973,.

## Héritage
Des documents et archives de Julia O'Faolain ont été confiés à l'University College Dublin en 2018. Selon l'archiviste principale, Kate Manning, ces documents comprennent une correspondance importante entre l'écrivaine et son père.

Lors de sa disparition en octobre 2020, le président Michael D. Higgins salue l'impact de l’œuvre de l'écrivaine dans la littérature irlandaise.
Julia O'Faolain ne laisse pas seulement derrière elle un héritage d'écriture remarquable. Elle est célébrée à juste titre comme un écrivain qui a exploré et mis en lumière le rôle des femmes dans la société et qui l'a fait avec un réalisme radical.

### Traductions françaises
- Gens sans terre, Éditions Phébus, 432p, 1995,  (ISBN 9782859403652)
- Les filles de la passion, traduction d'Olivier Deparis, Éditions du Portrait, 80p, 2023,  (ISBN 9782371200487)